# فريدريك لارسون (موسيقي)
فريدريك لارسون (بالسويدية: Fredrik Larsson)‏ هو موسيقي سويدي، ولد في 14 أغسطس 1974 في غوتنبرغ في السويد.

## وصلات خارجية
- فريدريك لارسون على موقع ميوزك برينز (الإنجليزية)
- فريدريك لارسون على موقع ديسكوغز (الإنجليزية)